# Tylöskogen

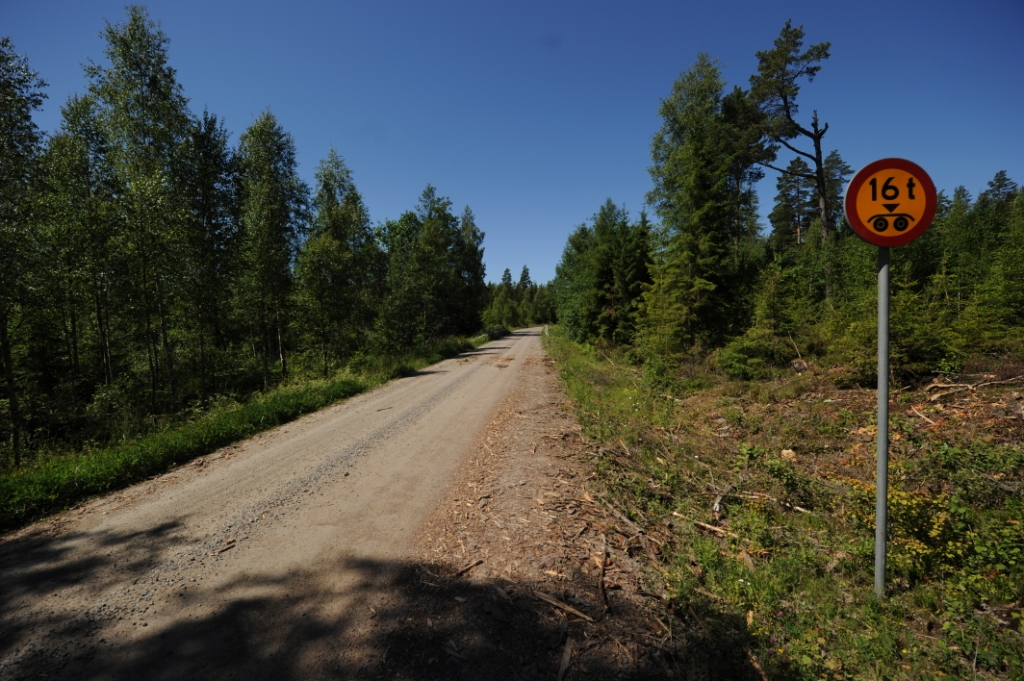
Tylöskogen

Tylöskogen eller Tylöskog är en skogklädd bergstrakt, starkt sönderstyckad av förkastningar, som sträcker sig från Vättern åt nordost genom delar av Finspångs kommun i Östergötland, samt genom sydöstra Närke med förgreningar till sjön Boren. Endast från Tjällmoslätten reser sig berget brant, men för övrigt förekommer inga utpräglade höjdsträckningar. Högsta punkten, Justineberg, på östsidan, når 261 meter över havet. Inga skarpt bestämda gränser kan uppges för denna bergstrakt, som österut övergår i Kolmården och västerut i Tiveden. Tylöskogen utgör gräns mellan Närke och Östergötland.
I västra Tylöskogen har det varit god tillgång på bergmalm. Redan i början av 1300-talet bröt man järnmalm i Tylöskogen. Vattenkraft fick man från forsar och fall, och träkol fick man från skogarna. Med hjälp av träkol och kalksten framställde man järn i små hyttor.